# Ришківці (втрачений)
Ришківці — втрачений ботанічний заказник місцевого знеачення в Україні.
Існував поблизу с. Снігурівки Лановецького району Тернопільської області.
Заказник створений рішенням виконкому Тернопільської обласної ради № 131 від 14 березня 1977 року. Площа — 6,5 га.
Рішенням Тернопільської обласної ради № 187 від 21 серпня 2000 року об'єкт скасовано з причини випадання степової рослинності у зв'язку із зімкненням крон культури сосни звичайної.